# Giordano Milloch
Giordano Milloch (Isola d'Istria, 1º ottobre 1920 – Trieste, 2 agosto 2009) è stato un calciatore italiano, di ruolo difensore.

## Caratteristiche tecniche
Era un terzino.

## Carriera
Cresciuto nell'Ampelea di Isola d'Istria, ha disputato la stagione 1941-42 in Serie B con la Fiumana, poi ha giocato in Serie A con il Venezia esordendo a Firenze il primo novembre 1942 nella partita Fiorentina-Venezia (2-1), ha chiuso la sua carriera con l'Edera di Trieste.

## Palmarès

### Club

#### Competizioni nazionali
- Serie C: 2

Ampelea: 1946-1947 (girone I), 1947-1948 (girone I)